# JFK Olimps
Olimps Riga (offiziell Jauniešu futbola klubs Olimps/Rīgas Futbola skolu) war ein lettischer Fußballverein aus der Hauptstadt Riga.
Der Vereinsname bedeutet auf Deutsch ‚Jugendfußballklub Olymp/Rigaer Fußballschule‘.

## Geschichte
Der Verein wurde 2005 gegründet, da in der höchsten Spielklasse des Landes, der Virslīga, nur sieben Mannschaften gemeldet waren. Daher wurde mit Nachwuchsspielern der zweiten Mannschaften von Skonto Riga, Metalurgs Liepāja und FK Ventspils ein neuer Klub gebildet, so dass der Spielbetrieb der Virslīga mit acht Mannschaften stattfinden konnte.
Olimps stieg am Ende der Saison als Vorletzter ab, schaffte aber 2006 als Meister der 1. līga (zweithöchste Spielklasse) den sofortigen Wiederaufstieg.
Im Jahr 2007 unterlag Olimps im lettischen Pokalfinale FK Ventspils mit 0:3. 2009 erfolgte der Zusammenschluss von JFK Olimps/ASK mit der Fußballschule Rīgas Futbola skolu.
Die Heimspielstätte ist das 5683 Zuschauer fassende Daugava-Stadion (Daugavas stadions), Trainer ist seit 2008 der Niederländer Anton Joore.